# Giải bóng đá vô địch quốc gia Turkmenistan 2013
Giải bóng đá vô địch quốc gia Turkmenistan 2013 hay Ýokary Liga 2013 là mùa giải thứ 21 của giải bóng đá chuyên nghiệp Turkmenistan. Giải khởi tranh ngày 12 tháng 4 năm 2013 với vòng đấu đầu tiên và kết thúc vào tháng 11 năm 2013.

## Đội bóng
| Câu lạc bộ   | Địa điểm    | Sân vận động             | Sức chứa | Huấn luyện viên      |
| ------------ | ----------- | ------------------------ | -------- | -------------------- |
| Ahal         | Abadan      | Sân vận động Ahal        | 10.000   | Ali Gurbani          |
| Altyn Asyr   | Ashgabat    | Sân vận động Köpetdag    | 26.000   | Baýram Durdyýew      |
| Aşgabat      | Ashgabat    | Sân vận động Olympic     | 35.000   | Amangylyç Koçumow    |
| Balkan       | Balkanabat  | Sân vận động Balkanabat  | 10.000   | Rahym Gurbanmämmedow |
| Daşoguz      | Daşoguz     | Sân vận động Daşoguz     | 10.000   | Turkmenistan         |
| Talyp Sporty | Ashgabat    | Sân vận động Ashgabat    | 20.000   | Azat Muhadow         |
| HTTU Aşgabat | Ashgabat    | Sân vận động HTTU        | 1.000    | Ýazguly Hojageldiýew |
| Lebap        | Türkmenabat | Sân vận động Türkmenabat | 10.000   | Timur Husainow       |
| Merw         | Mary        | Sân vận động Mary        | 10.000   | Magtym Begenjow      |
| Şagadam      | Türkmenbaşy | Sân vận động Şagadam     | 5.000    | Rejepmyrat Agabaýew  |

## Bảng xếp hạng
| XH | Đội          | Tr | T  | H | T  | BT | BB  | HS  | Đ  | Lên hay xuống hạng    |
| -- | ------------ | -- | -- | - | -- | -- | --- | --- | -- | --------------------- |
| 1  | HTTU         | 36 | 28 | 3 | 5  | 85 | 27  | +58 | 87 | Cúp Chủ tịch AFC 2014 |
| 2  | Balkan       | 36 | 28 | 2 | 6  | 86 | 25  | +61 | 86 |                       |
| 3  | Altyn Asyr   | 36 | 20 | 5 | 11 | 73 | 37  | +36 | 65 |                       |
| 4  | Aşgabat      | 36 | 20 | 4 | 12 | 76 | 52  | +24 | 64 |                       |
| 5  | Merw         | 36 | 16 | 9 | 11 | 52 | 37  | +15 | 57 |                       |
| 6  | Ahal         | 36 | 16 | 8 | 12 | 62 | 41  | +21 | 56 |                       |
| 7  | Şagadam      | 36 | 13 | 8 | 15 | 44 | 54  | −10 | 47 |                       |
| 8  | Lebap        | 36 | 6  | 5 | 25 | 40 | 82  | −42 | 23 |                       |
| 9  | Daşoguz      | 36 | 4  | 3 | 29 | 25 | 102 | −77 | 15 |                       |
| 10 | Talyp Sporty | 36 | 3  | 5 | 28 | 22 | 108 | −86 | 14 |                       |

Cập nhật đến 2 tháng 12 năm 2013
Nguồn: http://www.futbol24.com/national/Turkmenistan/Yokary-Liga/2013/
Quy tắc xếp hạng: 1. Điểm; 2. Hiệu số bàn thắng; 3. Số bàn thắng.
(VĐ) = Vô địch; (XH) = Xuống hạng; (LH) = Lên hạng; (O) = Thắng trận Play-off; (A) = Lọt vào vòng sau. 
Chỉ được áp dụng khi mùa giải chưa kết thúc: 
(Q) = Lọt vào vòng đấu cụ thể của giải đấu đã nêu; (TQ) = Giành vé dự giải đấu, nhưng chưa tới vòng đấu đã nêu.

## Kết quả

### Nửa đầu mùa giải
| Nhà \ Khách[1] | AHA | ALT | ASH | BAL | DAS | HTT | LEB | MER | SAG | TLP |
| Ahal           |     |     |     |     | 3–1 |     | 5–0 | 0–0 | 2–1 | 4–0 |
| Altyn Asyr     | 3–1 |     |     |     |     |     | 3–0 | 1–1 | 2–0 | 1–0 |
| Aşgabat        | 0–1 | 2–1 |     |     |     | 0–4 | 5–0 | 1–2 |     |     |
| Balkan         | 3–1 |     |     |     | 1–1 |     |     | 3–1 |     |     |
| Daşoguz        |     | 1–2 | 1–3 |     |     |     | 1–4 |     |     | 0–2 |
| HTTU           | 1–0 | 2–1 | 2–1 | 2–3 | 6–0 |     |     |     |     |     |
| Lebap          |     |     |     |     |     | 0–3 |     | 1–2 | 0–1 | 0–1 |
| Merw           |     |     |     |     | 4–1 | 3–2 | 1–0 |     | 0–0 | 1–0 |
| Şagadam        |     | 2–0 | 0–1 | 1–1 | 6–0 | 2–1 |     |     |     |     |
| Talyp Sporty   | 1–1 |     | 0–3 |     |     | 0–5 |     |     | 1–1 |     |

Cập nhật lần cuối: May 15, 2013.
Nguồn: http://www.tdh.gov.tm/
1 ^ Đội chủ nhà được liệt kê ở cột bên tay trái.
Màu sắc: Xanh = Chủ nhà thắng; Vàng = Hòa; Đỏ = Đội khách thắng.

### Nửa sau mùa giải
| Nhà \ Khách[1] | AHA | ALT | ASH | BAL | DAS | HTT | LEB | MER | SAG | TLP |
| Ahal           |     |     |     |     |     |     |     |     |     |     |
| Altyn Asyr     |     |     |     |     |     |     |     |     |     |     |
| Aşgabat        |     |     |     |     |     |     |     |     |     |     |
| Balkan         |     |     |     |     |     |     |     |     |     |     |
| Daşoguz        |     |     |     |     |     |     |     |     |     |     |
| HTTU           |     |     |     |     |     |     |     |     |     |     |
| Lebap          |     |     |     |     |     |     |     |     |     |     |
| Merw           |     |     |     |     |     |     |     |     |     |     |
| Şagadam        |     |     |     |     |     |     |     |     |     |     |
| Talyp Sporty   |     |     |     |     |     |     |     |     |     |     |

Nguồn: 
1 ^ Đội chủ nhà được liệt kê ở cột bên tay trái.
Màu sắc: Xanh = Chủ nhà thắng; Vàng = Hòa; Đỏ = Đội khách thắng.

## Vua phá lưới
Vua phá lưới gồm: Updated to end of season.
| Thứ hạng | Cầu thủ                          | Câu lạc bộ   | Bàn thắng |
| -------- | -------------------------------- | ------------ | --------- |
| 1        | Turkmenistan Mämmedaly Garadanow | Balkan FT    | 26        |
| 2        | Turkmenistan Süleýman Muhadow    | HTTU Aşgabat | 23        |
| 3        | Turkmenistan Elman Tagaýew       | Aşgabat FT   | 22        |

### Ghi bàn
- Cầu thủ ghi bàn đầu tiên: 
  - Döwlet Ataýew cho Ahal vào lưới Talyp Sporty, phút 11 (12 tháng 4 năm 2013)
- Cầu thủ ghi hat-trick đầu tiên: 
  - Mämmedaly Garadanow cho FC Balkan vào lưới FC Ahal (23 tháng 4 năm 2013)